# Bobby Murphy
Robert Cornelius Murphy, dit Bobby Murphy, né le 19 juillet 1988, est un ingénieur et entrepreneur philippin-américain. Il est cofondateur du média social Snapchat et directeur technique de la multinationale américaine Snap Inc. spécialisée dans les technologies et les médias sociaux. Il a créé cette société alors qu'il était encore étudiant à l'Université Stanford avec Evan Spiegel et Reggie Brown. 

## Biographie

### Enfance et éducation
Bobby Murphy est né à Berkeley de parents fonctionnaires. Sa mère est d'origine philippine et son père citoyen des États-Unis. Il est scolarisé dans une école catholique. À l'université Stanford, Murphy étudie les mathématiques et l'informatique.

### Carrière
Avant de créer Snapchat, Murphy travaille avec Evan Speigel pour une startup qui fait faillite: Future Freshman. Il s'agissait d'un site web donnant des conseils aux étudiants pour postuler dans les grandes écoles.
Contrairement à Evan Spiegel, Bobby Murphy a un caractère plus réservé. L'un des premiers employés de Snapchat, David Kravitz raconte qu'il ne l'a jamais vu s’énerver.
En 2014, il a été classé parmi les «100 personnalités les plus influentes» par Time. En 2015, il est devenu le deuxième plus jeune milliardaire au monde selon Forbes.